# Wapen van Maurik

Het wapen van Maurik

Het wapen van Maurik werd op 1 november 1938 per Koninklijk Besluit door de Hoge Raad van Adel aan de Gelderse gemeente Maurik toegekend. Vanaf 1999 is het wapen niet langer als gemeentewapen in gebruik omdat de gemeente Maurik opging in de gemeente Buren. Het wapen wordt daarna als dorpswapen gebruikt.

## Blazoenering
De blazoenering van het wapen luidt als volgt:
In goud een droogscheerdersschaar van sabel, schuinrechts geplaatst, met de punten naar boven. Het schild gedekt met een gouden kroon van drie bladeren en twee paarlen.
In de heraldiek wordt het wapen beschreven van achter het schild, waardoor links en rechts voor de toeschouwer verwisseld zijn.

## Verklaring
In 1270 bouwde een ridder Heer Saffatijn van Mauderic een burcht bij de rivier (waar nu de molen staat). Deze ridder en zijn schoonzoon Bartholdt van Eck voerden in hun wapen een droogscheerdersschaar. Deze werd gebruikt in het heerlijkheidswapen en later dus in het gemeentewapen.